# Blitopertha bileki
Blitopertha bileki är en skalbaggsart som beskrevs av Rudolph Petrovitz 1968. Blitopertha bileki ingår i släktet Blitopertha och familjen Rutelidae. Inga underarter finns listade.